# Operacija Valkira
Operacija Valkira (njemački: Unternehmen Walküre) bio je hitni plan o opstanku vlade sastavljen za Teritorijalnu rezervnu vojsku njemačkog Heera koja bi ga izvršila ako bi, iz bilo kojeg razloga, došlo do raspada građanske poslušnosti u državi, uzrokovanog nemogućnosti nacističke vlade da održi kontrolu nad građanima. Plan je subsekventno odobrio i Adolf Hitler, strahujući da bi konstanta Saveznička bombardiranja mogla uzrokovati građanske nemire ili pobunu zatvorenika u logorima za prisilni rad. 
Njemački časnici, general Friedrich Olbricht i general-major Henning von Tresckow modificirali su plan kako bi, nakon Hitlerovog ubojstva tijekom Srpanjske urote, preuzeli vlast, razoružali SS i uhitili sve više nacističke službenike. Kako bi se njemački časnici oslobodili zakletve koju su položili Hitleru (Reichswehreid), Hitler je morao biti ubijen, a ne uhićen. Nakon duge pripreme, Srpanjska urota odvila se 1944., no bez uspjeha.

## Planiranje
Izvorni plan, čiji je cilj bilo nošenje s građanskim nemirima, dizajnirali su suradnici generala Olbrichta pod njegovom supervizijom kao predsjednika Glavnog vojnog ureda, a ubrzo je odobren i od strane samog Hitlera. Iako se ideja o korištenju Rezervne vojske u državnom udaru javila jako rano, nije se mogla ostvariti zbog nevoljkosti general-pukovnika Friedricha Fromma, jedine osobe (osim Hitlera) koja je mogla pokrenuti Operaciju Valkira, da surađuje, što je urotnicima bio velik problem. No, lekcije naučene iz neuspješnog pokušaja atentata od 13. ožujka 1943., natjerale su generala Olbrichta da dosadašnje planove proglasi neadekvatnim, te da se u sljedeći pokušaj ukljući Rezervna vojska, neovisno o Frommovom pristanku. 
Izvorna zapovijed Valkire obuhvaćala je jedino strategiju koja se bavila borbenom spremnošću raštrkane Rezervne vojske. Olbricht je planu dodao aneks, Valkiru II, koji je osiguravao brzo okupljanje jedinica u borbene skupine spremne za izvršavanje naredbi. Tijekom kolovoza i rujna 1943., Henning von Tresckow je zaključio kako je Olbrichtova promjena neadekvatna, te je sam uvelike proširio Valkiru i dodao neke nove naredbe. Tajna deklaracija vezana uz Valkiru započinjala je ovim riječima:
Tresckow je dodao i detaljan opis preuzimanja zgrada ministarstava u Berlinu, Himmlerovog središta u Istočnoj Prusiji, radio stanica i telefonskih ureda, te ostalih nacističkih ureda, uključujući i vojne oblasti i koncentracijske logore. Iako se smatralo da je Claus von Stauffenberg najodgovorniji za detaljni plan Operacije Valkira, dokumenti koje su Sovjeti uzeli nakon rata i javnosti objavili 2007. otkrivaju kako je već 1943. Tresckow detaljno razradio operaciju. Sve pisane dokumente obrađivale su Tresckowova supruga Erika i Margarete von Oven, njegova tajnica. Obje su nosile rukavice kako ne bi ostavile otiske prstiju.
U biti, glavni cilj plana bio je prevariti Rezervnu vojsku kako bi započela rušenje nacističke vlade i uspostavu nove vlasti pod lažnom idejom da je SS organizirao coup d'état u kojem je ubijen i sam Hitler. Kako bi se plan ostvario, trebalo je uvjeriti niže časnike Rezervne vojske da je nacistička vlada pokazala nelojalnost i neadekvatno ponašanje prema državi, te da je se zbog toga treba ukloniti s položaja. Urotnici su računali na to da će Rezervna vojska dosljedno slijediti upute dok su god one stigle od legitimnog izvora, tj. Središnjice Rezervne vojske. Osim Hitlera, jedino je general i zapovjednik Rezervne vojske Friedrich Fromm mogao pokrenuti Valkiru, tako da ga je trebalo ili pridobiti ili ukloniti u slučaju uspjeha plana. Fromm je, kao i većina viših časnika, znao za vojne urote protiv Hitlera, no nije ih niti podržavao niti prijavljivao Gestapu.

## Implementacija
Ključnu ulogu u implementaciji imao je pukovnik Claus von Stauffenberg nakon svog pokušaja atentata na Hitlera 20. srpnja 1944. Stauffenberg je također poboljšao plan operacije i izmijenio naredbu kako bi ju prilagodio situaciji. Stauffenberg je kao Načelnik stožera Rezervne vojske imao stalan pristup Hitleru radi podnošenja izvještaja, a istovremenu je bio potreban u stožeru radi implementacije Valkire. Na početku, Tresckow i Stauffenberg su pokušali pronaći druge časnike s pristupom Hitleru koji bi mogli izvesti atentat. General Helmuth Stieff, Načelnik organizacije Vrhovnog zapovjedništva vojske, dobrovoljno se javio za ulogu atentatora, no kasnije je odustao. Sam Tresckow je nekoliko puta pokušao dobiti posao u Hitlerovom stožeru, no bezuspješno. Na koncu, Stauffenberg je odlučio kako će on sam i izvršiti atentat na Hitlera i provesti Valkiru, što je uvelike smanjilo šanse za uspjeh. Nakon dva neuspjela pokušaja, Stauffenberg je postavio bombu 20. srpnja 1944. i brzo krenuo natrag u Berlin kako bi preuzeo svoju početnu ulogu. 
Kada je otkrio da bomba nije ubila Hitlera, Fromm je naredio smrtnu kaznu za generala Olbrichta, pukovnika von Quirnheima, pukovnika Stauffenberga i poručnika von Haeftena. Malo nakon ponoći, četiri su urotnika odvedena na mali humak zemlje gdje su ih osvjetljivala svjetla upaljenih automobila, te su strijeljani po naredbi generala Fromma.